# Tasmania
Tasmania este cel mai mic stat al Australiei, fiind localizat pe insula cu același nume din sudul Australiei. În componența statului Tasmania, pe lângă insula omonimă, care reprezintă aproximativ 94% din teritoriul statului, mai intră și alte insule mici (King, Flinders, Bruny) și foarte mici din Strâmtoarea Bass, din jurul Tasmaniei, precum și Insula Macquarie, situată în sudul Oceanului Indian. Capitala acestui stat este orașul Hobart.

## Istorie
Primii locuitori ai Tasmaniei s-au stabilit pe insulă cu 25.000 de ani înainte de sosirea europenilor.
În anul 1642, primul european care a ajuns în Tasmania a fost navigatorul olandez Abel Tasman, care a botezat insula "Pământul lui Van Diemen" în onoarea guvernatorului de atunci al Companiei Olandeze a Indiilor de Est. În anul 1770, insula a fost luată în stăpânire de James Cook, în numele Marii Britanii. În 1803, pe insulă, a fost întemeiată prima așezare europeană cu rol de colonie penitenciară. Ocnașii în cătușe erau puși să taie copaci, să muncească în minele de cărbune și în carierele de piatră și să construiască poduri și drumuri, fiindu-le, în acest timp, interzis să vorbească între ei. Cine încălca regulile era închis într-o celulă lipsită de lumină, în care nu rareori se întâmpla să își piardă mințile. Colonia penitenciară din Tasmania a fost lichidată în anul 1877.

## Geografie

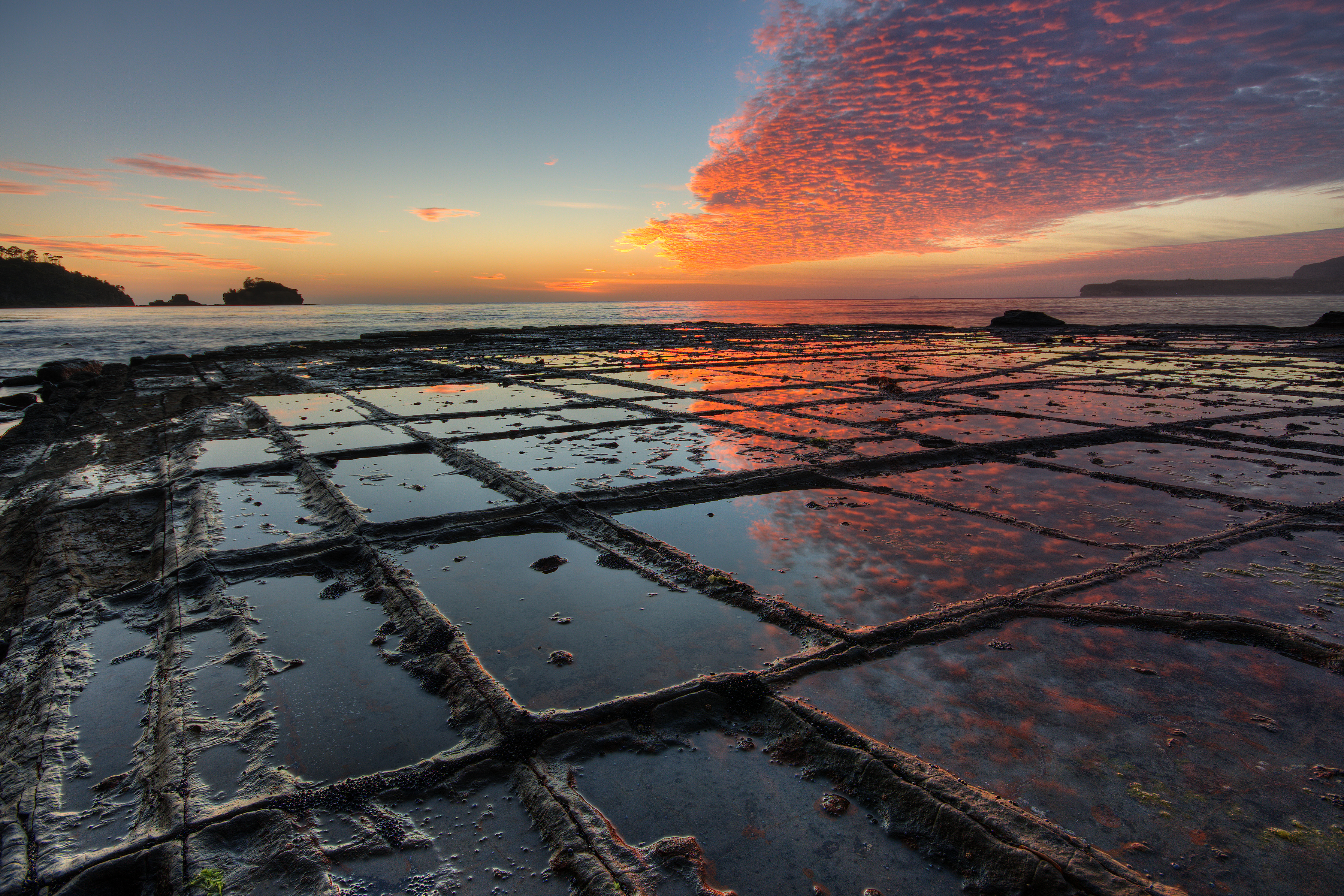
”Tessellated Pavement” din Tasmania de sud

Tasmania este o insulă situată la sud de Australia, cu climă mediteraneană în nord și temperată în centru și sud. În centrul insulei sunt prezenți munți cu înălțimi de aproximativ 1000 - 1400 m. În apropierea coastelor de sud ale insulei se află insulele De Witt și Maatsuyker.
Situat în sudul Tasmaniei, istmul Eaglehawk Neck (lung de 400 m și lat de 30-50 m) prezintă un fenomen geologic rar întȃlnit, numit „Tessellated Pavement“, un teren cu aspect de dale.

## Galerie de imagini

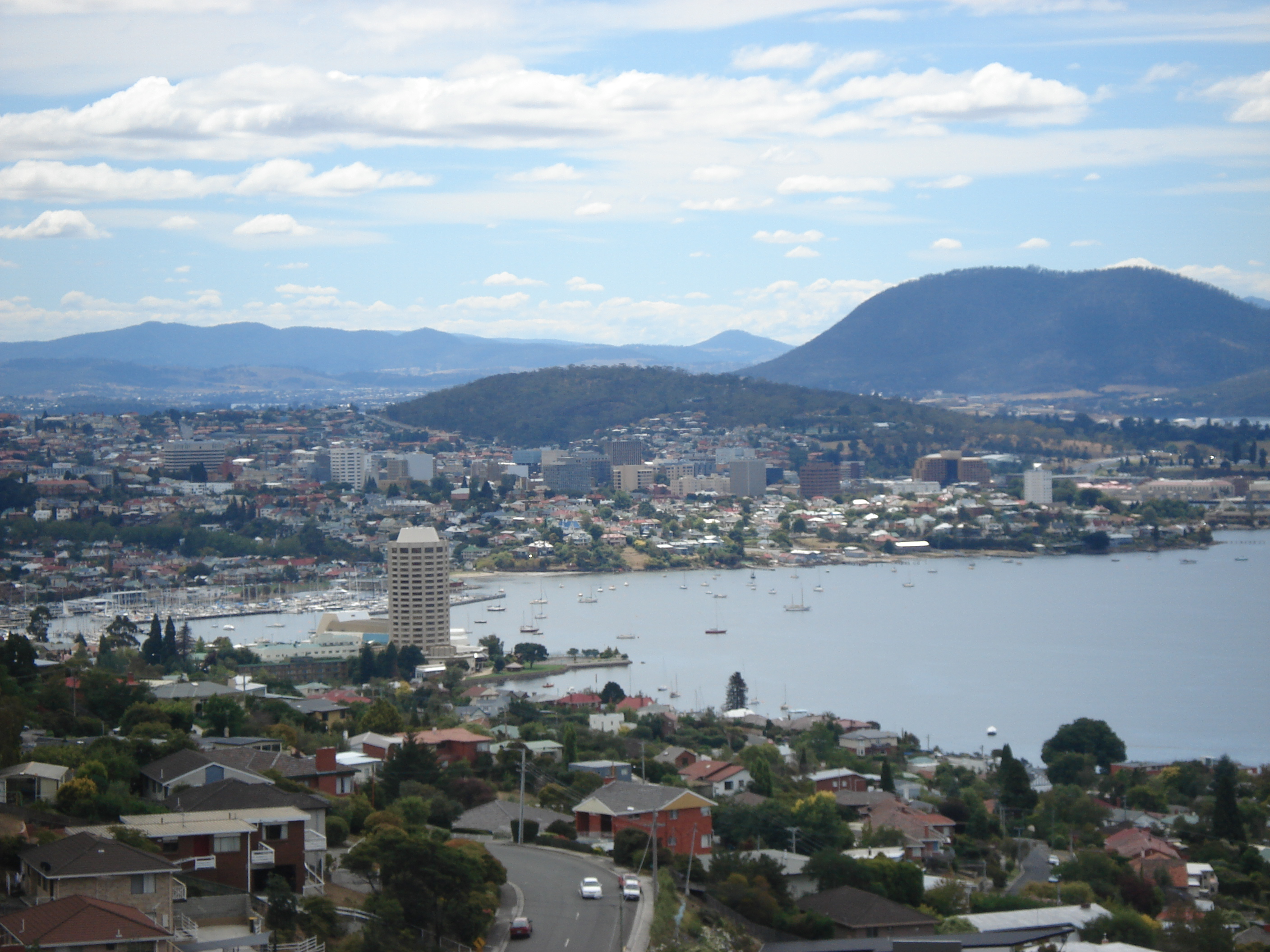
Hobart, capitala Tasmaniei
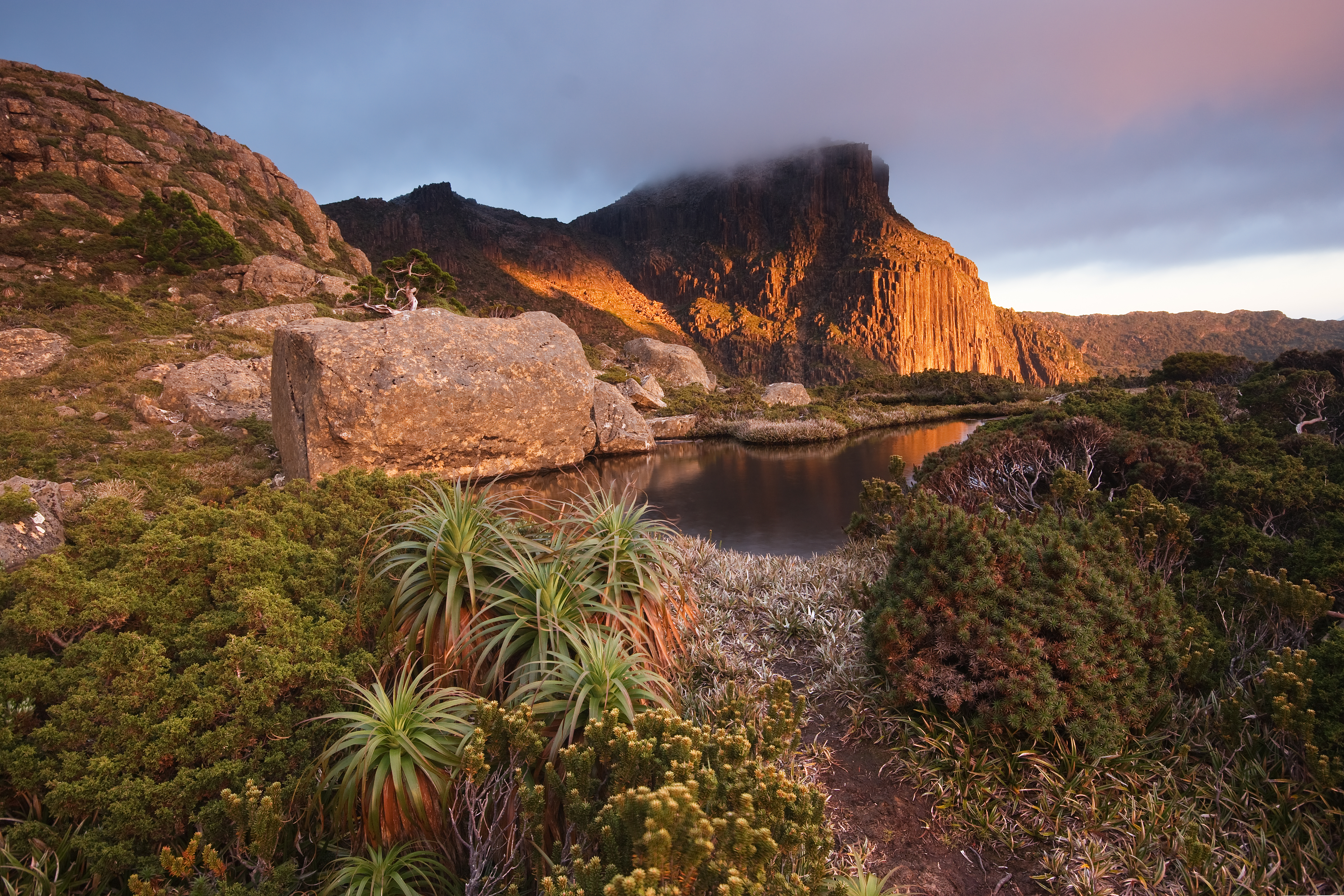
Muntele Anne
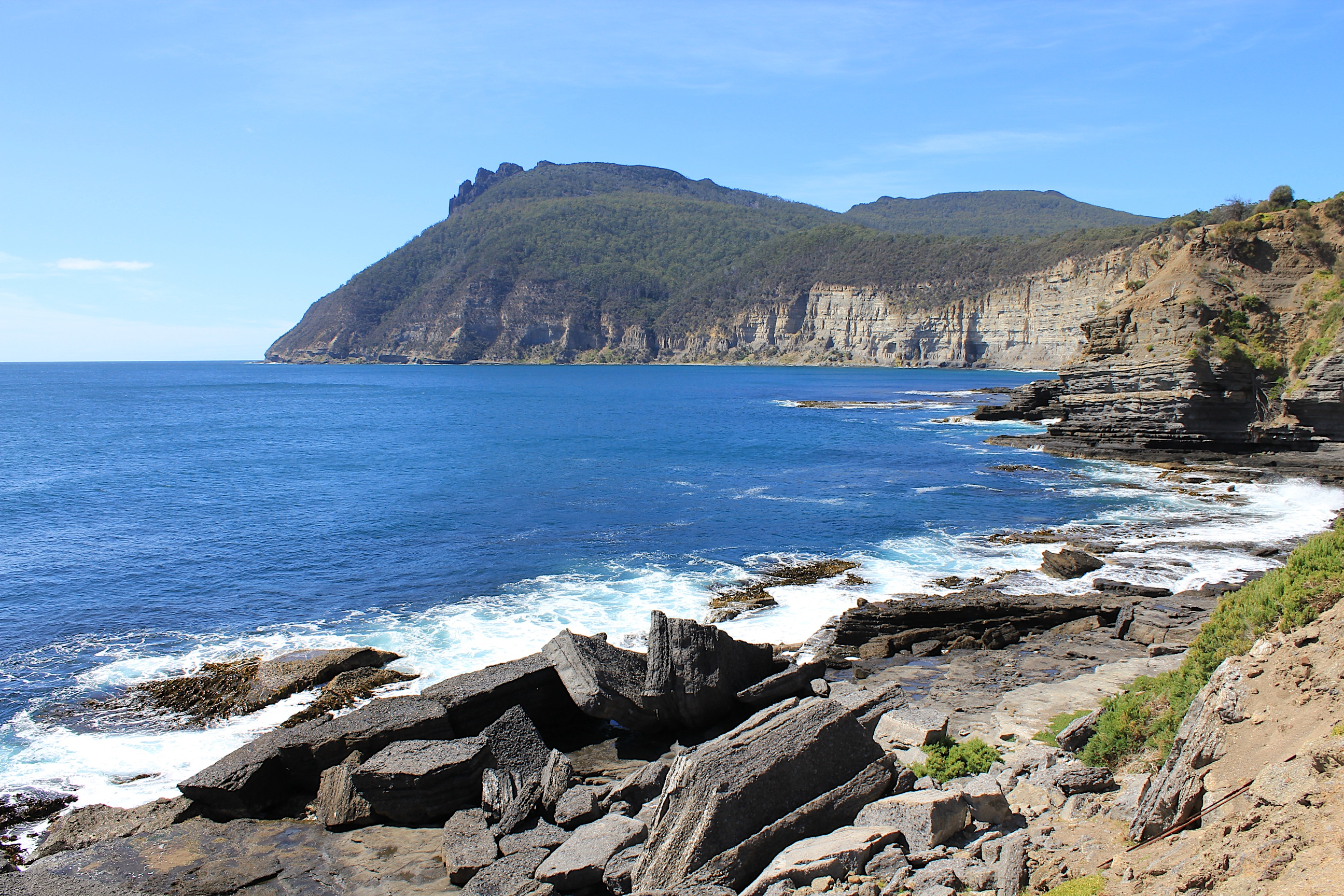
Golful Fossil
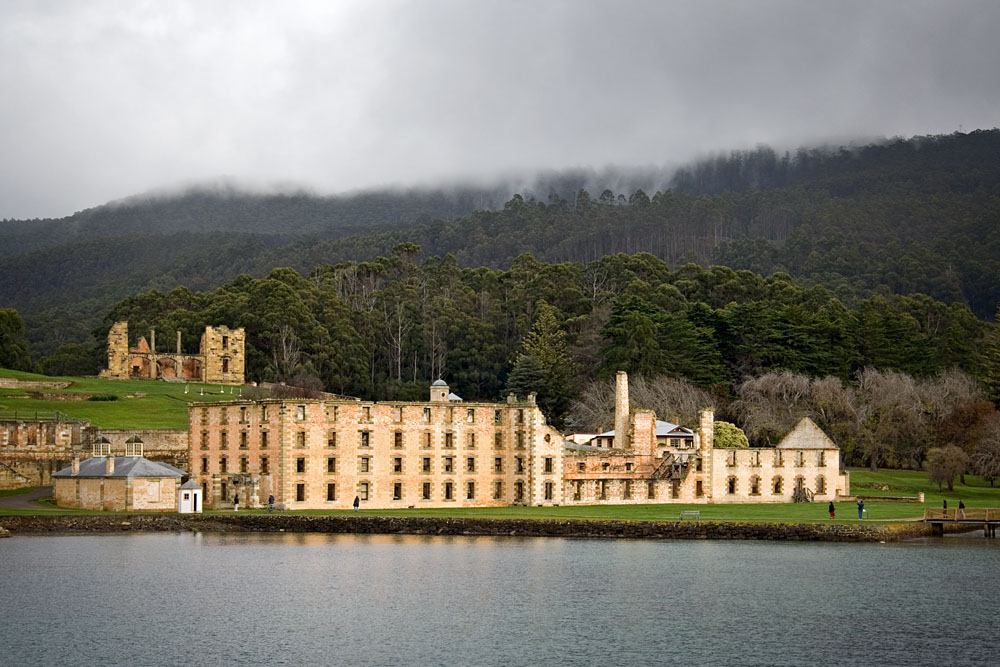
Portul istoric Arthur
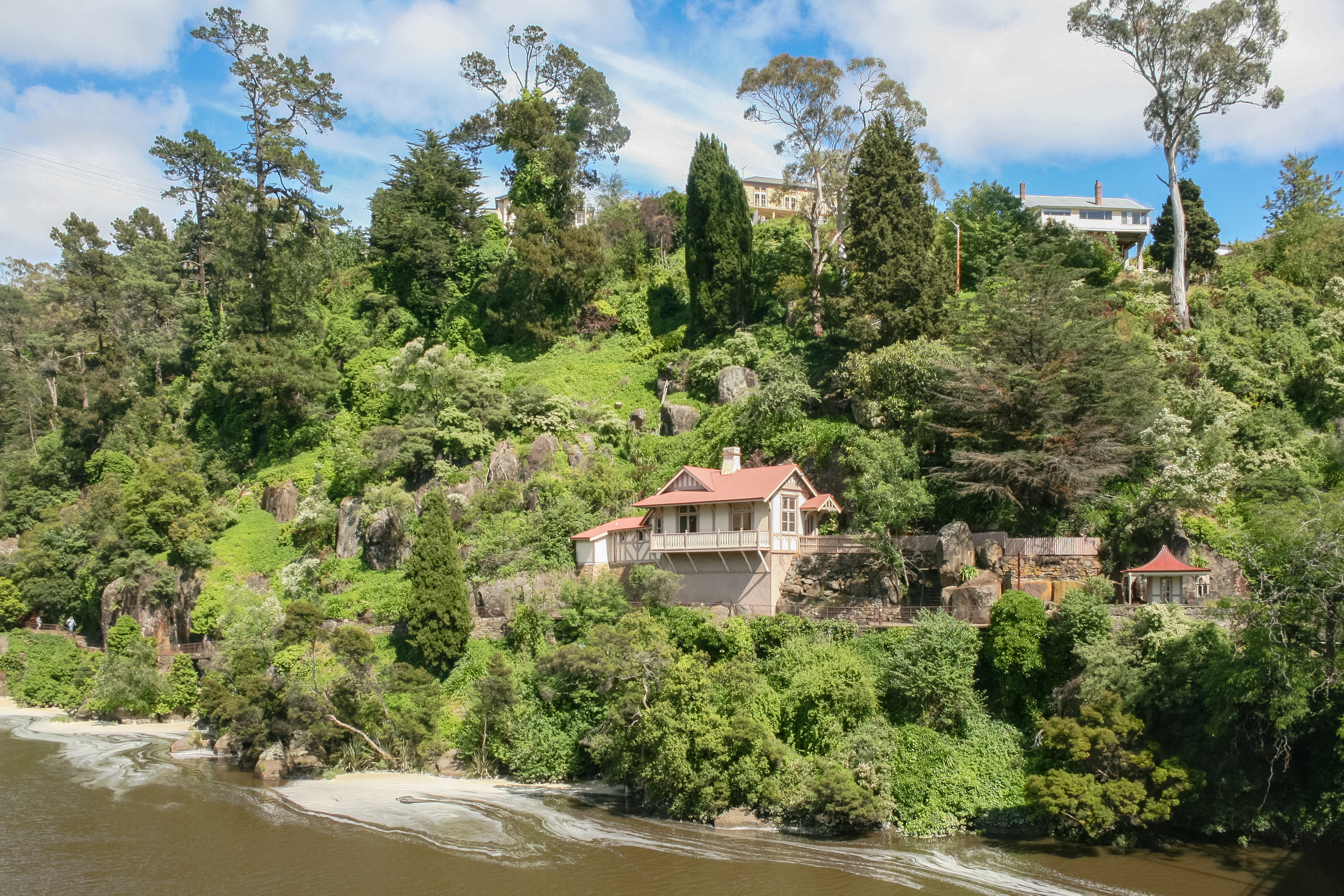
Launceston, al doilea oraș ca mărime după Hobart
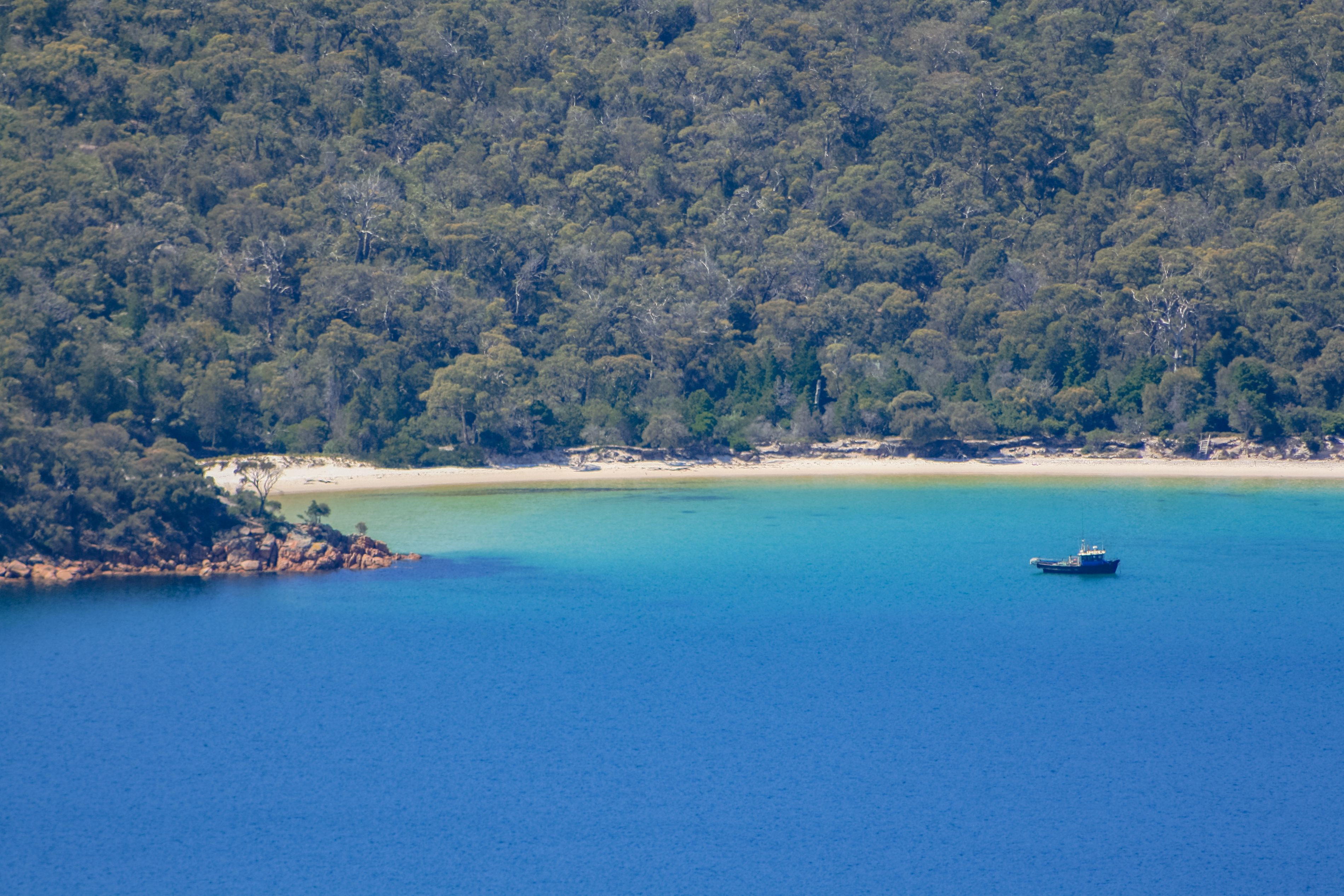
Peninsula Freycinet
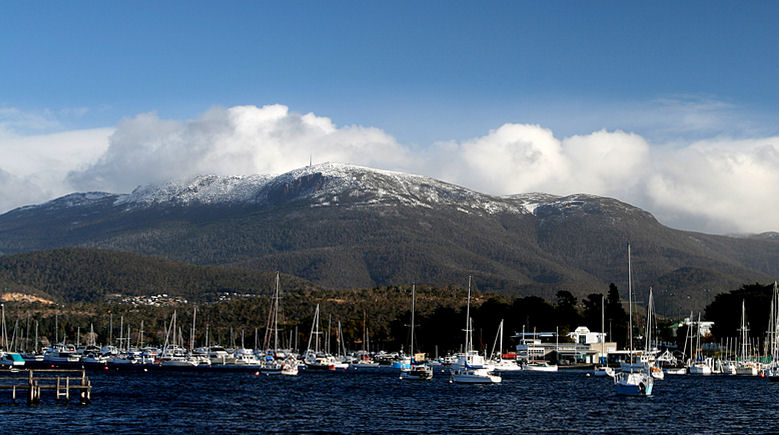
Muntele Wellington
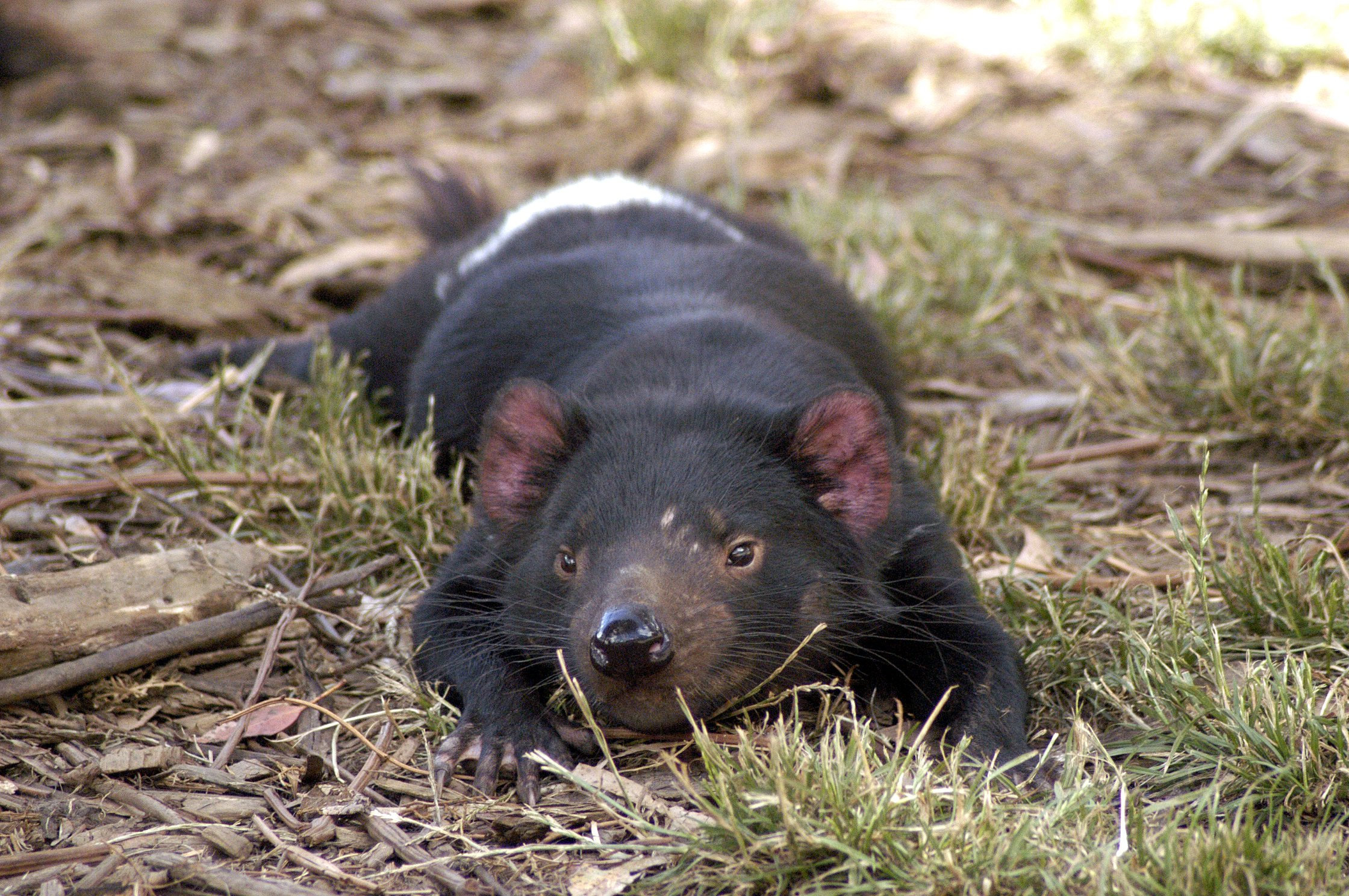
Diavolul tasmanian